# Prenosnice u železničkom saobraćaju
Prenosnice u železničkom saobraćaju služe za premeštanje vozila na paralelni kolosek. One, takodje ne zahtevaju veliki prostor.

## Osobine i upotreba
Karakteristike su im uglavnom iste kao kod okretnica. Njome se uspostavlja veza dva ili više koloseka koji se sustiču pod ma kojim uglom i čije se ose presecaju u jednoj tački, ali je propusna moć prenosnice manja. Brzina kretanja pri premeštanju iznosi oko 1 m/s, a pri električnom pogonu do 2 m/s. Upotrebljavaju se u radionicama, depojima, neki put na čeonim putničkim stanicama, na velikim lokoteretnim stanicama i u pristaništima. Postoje upuštene i površinske prenosnice. Upuštene prenosnice imaju uzidanu jamu od pola metra, a površinske prenosnice su izradjene bez jame.

## Okrenica
Okretnica je postrojenje kružnog oblika koje ima pokretnu konstrukciju za smestaj železnickog vozila. Njome se uspostavlja veza dva ili više koloseka koji se seku pod ma kojim uglom i čije se ose presecaju u jednoj tački. Ta tačka se nalazi u središtu okretnice i u njoj se ova okreće oko svoje vertikalne ose. Prednost okretnice nad skretničkim vezama ogleda se u dobrom iskorišćavanju malog prostora, na primer, radionice za opravku kola ili depoi i slično. One zamenjuju skretnice tamo gde nema dovoljno mesta za ugradjivanje skretnica i gde treba rasporediti pojedinačna vozila na razne koloseke. Međutim manu okretnica predstavlja njihova visoka cena i skupo održavanje. Za rad sa okretnicom potrebno je dosta snage.

##### Prednosti i mane okretnica
Mane skupo je da se održava, ne može da bude više vozova u isto vreme.
Prednosti može da prenese sa jdnog na drugi kolosek bez pomoći skretnica.  